# Prinia lepida
Prinia lepida — вид горобцеподібних птахів родини тамікових (Cisticolidae). Мешкає в Азії. До 2021 року вважалася конспецифічною з афро-азійською принією (Prinia gracilis).

## Підвиди
Виділяють чотири підвиди:
- P. l. akyildizi Watson, 1961 — південна Туреччина і північна Сирія;
- P. l. carpenteri Meyer de Schauensee & Ripley, 1953 — північний Оман і ОАЕ;
- P. l. lepida Blyth, 1844 — східна Сирія, Ірак, південний Іран, Пакистан, північна Індія;
- P. l. stevensi Hartert, E, 1923	 — південно-східний Непал, північно-східна Індія, Бангладеш.